# 鲁修禄
鲁修禄（1962年1月—），湖北洪湖人，汉族，中华人民共和国政治人物、全国人民代表大会广东地区代表。
毕业于华南农业大学农业经济管理专业。加入中国民主促进会。担任广东省发改委副主任。2008年起担任全国人大代表。2013年，担任全国人大代表。2014年4月，任东莞市人民政府副市长。2016年1月，任广东省环境保护厅厅长。2018年1月，当选第十三届全国政协委员。同年9月，任广东省生态环境厅厅长。2023年1月，当选第十四届全国政协委员，并于同年3月任人口资源环境委员会委员。